# Тір (бог)
Тір (вірм. Տիր) — у вірменській міфології бог писемності, мудрості, знань, захисник наук і мистецтв, писар бога Арамазда, віщун долі.

## Опис
Тір навіває людям сни, що відкривають їм їхнє майбутнє. Мабуть, Тір вважався також і провідником душ у підземне царство. В елліністичну епоху Тір ототожнювався з Аполлоном і Гермесом.
Тір, як епітет Гроха, повинен був записувати тих, хто помирав, тому вірмени кажуть: «Нехай Грох віднесе тебе».

## Шанування
Храм Тіра (між містами Вагаршапат (Ечміадзін) та Арташат) був місцеперебуванням оракулів, де жерці тлумачили сни, навчали наукам і мистецтвам. Храм Тіра називався «Диван писаря Арамазда».
Арташес I (II століття до н. е.), заснувавши місто Арташат, що стало столицею Великої Вірменії, переніс сюди з культового центру Багаран статую Тіра.

## Вплив
Ймовірно до імені Тір сходить назва четвертого місяця давньовірменського календаря — Тре, а також кілька назв, таких як Тіротц, Тіран, Трдат і т. д.
Патріарх Єгіше Туря знайшов зв'язок між язичницьким обрядом отримання вогню (вогонь Ормізда) в новорічну ніч зі звичаєм, згідно з яким, аж до недавнього часу, на християнське Стрітення вірмени розпалювали багаття у дворі будинку, і танцювали навколо нього (Терендез).